# Helmut Mayer
Helmut Mayer (* 4. März 1966 in Verditz) ist ein ehemaliger österreichischer Skirennläufer.

## Werdegang
Am 19. Dezember 1987 gewann er den Riesenslalom von Kranjska Gora, was sein einziger Weltcup-Sieg blieb.
Bei den Olympischen Winterspielen 1988 in Calgary erreichte er im Super-G Rang zwei und somit Silber, ein Jahr später bei den Weltmeisterschaften 1989 in Vail Silber im Riesenslalom, wobei er dies mit Laufbestzeit im zweiten Durchgang noch, nach Rang 10 im ersten Lauf, bewerkstelligte. Zwischen 1986 und 1993 wurde er viermal österreichischer Meister: dreimal (1986, 1991, 1993) im Riesenslalom und einmal (1989) im Super-G.
Sein Sohn Matthias (* 1990) war ebenfalls Skirennläufer und gewann bei den Olympischen Winterspielen 2014 in Sotschi die Goldmedaille in der Abfahrt sowie bei den Olympischen Winterspielen 2018 in Pyeongchang und bei den Olympischen Winterspielen 2022 in Peking die Goldmedaille im Super-G.
Seit Sommer 2018 nahm er den Posten eines Cheftrainers beim Landesskiverband Kärnten ein, doch kündigte er diesen um den 12. Mai 2019, da er mit Trainerbesetzungen nicht einverstanden war.

## Auszeichnungen
- Der Sportpresseklub Kärnten wählte ihn dreimal in Folge (1987–1989) zum Kärntner Sportler des Jahres.[3]